# Fez (jeu vidéo)
Pour les articles homonymes, voir Fez.
Fez est un jeu vidéo indépendant de plates-formes et de  réflexion développé par le studio indépendant montréalais Polytron Corporation et sorti le 13 avril 2012. Il est publié par Polytron, Trapdoor et Microsoft Studios, ces deux derniers apportant notamment leur soutien lorsque Polytron rencontre des difficultés financières. Initialement disponible uniquement sur la console Xbox 360, il est par la suite commercialisé sur les plateformes Windows, Linux, MacOS, PS3, PS4, PS Vita et Nintendo Switch.
Annoncé pour la première fois en juin 2007, Fez construit ses mécaniques de jeu autour de la rotation entre quatre vues en deux dimensions d'un espace en trois dimensions. Il est produit par une équipe très réduite, menée par le jeune développeur iconoclaste Phil Fish, chargé de la direction créative et artistique. Il est bientôt rejoint par le programmeur Renaud Bédard, qui conçoit à partir de zéro le moteur de jeu et l'éditeur de niveau. Ils sont soutenus par trois animateurs différents ainsi que d'autres collaborateurs ponctuels, dont le compositeur Disasterpeace pour la bande sonore.
Le jeu est salué par la critique et la profession, et remporte notamment en 2012 le grand prix Seumas-McNally (soit le prix du meilleur jeu vidéo indépendant) à l'Independent Games Festival, récompense majeure des jeux indépendants. Il y avait par ailleurs déjà reçu le prix d'excellence en arts visuels en 2008, quand il était encore en développement. Fez apparaît comme l'un des fers de lance du mouvement indépendant alors que les jeux de ce courant entrent dans une phase d'ouverture médiatique au grand public. Dans les deux années suivant sa sortie, il s'écoule à plus d'un million d'exemplaires, une réussite notable pour une si petite production.
Fez est également marqué par la personnalité controversée de son créateur principal, le Canadien Phil Fish, dont les prises de parole font parfois polémique et dont le travail de développement sur Fez est couvert par le documentaire Indie Game: The Movie, sorti en 2012. Un peu plus d'un an après la publication du jeu, Fish annonce en juin 2013 œuvrer à un second opus de Fez ; à la suite d'une dispute avec un journaliste, il se rétracte cependant un mois plus tard et déclare que le projet est annulé et qu'il met fin à sa carrière vidéoludique. Le studio qu'il a fondé, Polytron Corporation, continue à commercialiser des portages du jeu sur des plateformes additionnelles, mais aucune suite ne voit le jour.

## Système de jeu

### Jeu de plates-formes
Fez est un jeu de plates-formes aux graphismes en deux dimensions orienté vers la résolution de puzzle. Ces énigmes prennent place dans le contexte d'un monde en trois dimensions. 

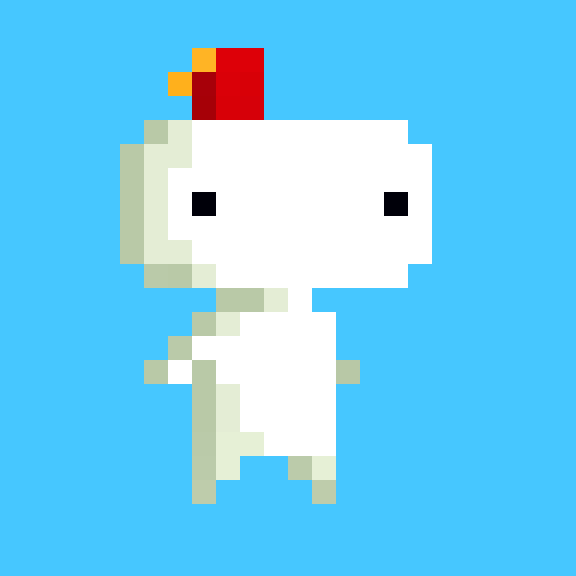
Gomez, le protagoniste du jeu.

Le personnage interprété par le joueur, une petite créature à la silhouette simpliste nommée Gomez, vit en paix dans univers au plan bidimensionnel. Un jour, il reçoit un couvre-chef rouge, un fez, et devient témoin de la destruction d'un immense hexaèdre doré, qui déchire le tissu de l'espace temps et lui révèle l'existence d'une troisième dimension. Cet événement semble faire glitcher le jeu, et le faire redémarrer.
Le joueur peut changer son point de vue sur le monde du jeu pour alterner entre les quatre côtés bidimensionnels du monde tridimensionnel, qui sont comme les quatre faces latérales d'un monde cubique,. Ce mécanisme de rotation révèle de nouveaux chemins à travers le niveau en connectant des plates-formes autrement inaccessibles, et constitue la base des énigmes de Fez. Par exemple, des plates-formes flottantes deviennent des routes, des échelles discontinues se rejoignent et des plates-formes mouvantes s'immobilisent.
L'objectif du jeu est de collecter dans ces environnements des cubes et des fragments de cube, qui s'assemblent pour restaurer l'ordre de l'univers,.
À la recherche de ces cubes, Gomez traverse l'environnement du jeu en sautant de plate-forme en plate-forme. D'autres éléments sont présents selon le thème des niveaux, comme des tonneaux pour activer des interrupteurs, des bombes pour détruire les murs et révéler de nouveaux passages, ou des pistons qui envoient Gomez en l'air.
Dans Fez, il n'y a ni ennemi, ni boss, ni punition en cas d'échec — le personnage joueur réapparaît rapidement après une chute mortelle. Le concepteur de Fez le décrit comme un jeu dans lequel le joueur s'arrête pour profiter de l'ambiance. L'accent est mis sur la résolution d'énigmes plutôt que sur la dextérité, au contraire de ce que font la majorité des jeux de plates-formes traditionnels.
Fez est un jeu dans le style 8 bits : il utilise une musique de type chiptune et des graphismes en pixel art à la palette couleurs limitée. Le tout est une réminiscence du l'ère 8-bit.
Il rend hommage aux tétrominos de Tetris en les inscrivant sur les murs et dans le ciel ; à The Legend of Zelda avec les animations d'ouverture de coffres au trésor, et la présence d'une aide qui reprend l'apostrophe « Hey! Listen! » de la fée Navi; et à Super Mario Bros. avec les niveaux remplis de champignons, l'usage de tuyaux comme mode de déplacement, et les plates-formes flottantes.
L'univers du monde inclut des forêts, des usines, un phare côtier, des villes, des bibliothèques. Le mode de jeu New Game Plus ajoute la possibilité de jouer en vue subjective et laisse le joueur revisiter les niveaux pour collecter des « anti-cubes », en résolvant des énigmes plus difficiles. Cette seconde moitié est plus complexe et se concentre sur le déchiffrage de code.

### Jeu de réflexion

Signification des caractères de la langue fictive Zu, utilisée dans plusieurs casse-têtes de Fez.

La partie exploratoire du jeu consiste en une série de codes et de glyphes à déchiffrer, des coffres et des cartes au trésor, et des chambres secrètes. Le jeu ne donne pas d'indication aux joueurs pour les aider à distinguer les sous-puzzles déchiffrables des faux-signaux. Ces sortes de puzzles incluent des warp zones cachées, des obélisques énigmatiques, des plates-formes invisibles, des séquences de tétrominos, un alphabet chiffré et des codes QR. Un des thèmes récurrents du jeu est la présence d'une ancienne civilisation qui tente de trouver un sens à leur dimensionnalité, comme expliqué à travers les artéfacts.

## Thèmes
Le principe de Fez est assimilable à un tour de magie : les présupposés du joueur sont bouleversés par le fait que le jeu paraisse être en 2D, tout en proposant un univers dans lequel la 3D existe mais n'est perçue qu'en 2D. Dans la diégèse, même les compatriotes de Gomez croient vivre dans un monde en deux dimensions, par oubli ou ignorance volontaire de cette réalité déroutante. Ce n'est qu'en plaçant un chapeau magique sur sa tête, modélisé sous les traits d'un fez, que Gomez accède finalement à la vérité.
D'après le journaliste Oli Welsh, Fez fonctionne comme une ode à l'Histoire passée et future des jeux vidéo. Par l'alternance d'éléments tantôt psychédéliques, tantôt effrayants, que vient conforter la bande sonore tour à tour aérienne et sinistre, les développeurs interrogent l'imagination du joueur. Ils le chargent non pas de simplement résoudre des énigmes, mais de se laisser abandonner à la curiosité et à l'alternance des points de vue pour voir émerger de nouvelles pistes de réflexion, littéralement modélisées par les changements 3D de vues en 2D. Ce faisant, l'équipe de Polytron convoque l'héritage des grands jeux vidéo qui ont influé sur leurs goûts et leur formation d'artistes, telles les séries Mario, Zelda ou Metroid ; à la manière d'un Mario disparaissant parfois hors du cadre de l'écran de jeu tout en continuant à être jouable, Fez permet ainsi de recapturer le sentiment vertigineux d'émerveillement qu'un joueur peut ressentir en entamant l'un de ces jeux historiques, tout en reproduisant le mystère pictural qu'imposent les limitations d'un monde en deux dimensions.

## Développement

### Des conditions de développement peu communes
Le cycle de développement de Fez est notable pour sa longue durée de cinq ans et sa visibilité médiatique. Le journaliste Nathan Grayson du site VG247 compare d'ailleurs son processus de développement difficile à un « Duke Nukem Forever indépendant », en référence au caractère de vaporware de ce jeu repoussé à de multiples reprises. Le critique de Polygon, Arthur Gies, écrit que le jeu est un « chouchou des outsiders de la scène des jeux indépendants » pendant quatre ans avant sa sortie. Le concepteur du jeu, Phil Fish, devient célèbre d'une manière inhabituelle pour les développeurs de jeux en raison de son importance dans Indie Game: The Movie, sorti en 2012. Alors que le jeu est largement acclamé, Fish lui-même devient connu pour sa personnalité publique franche et acerbe,.

### Production

#### Prémices

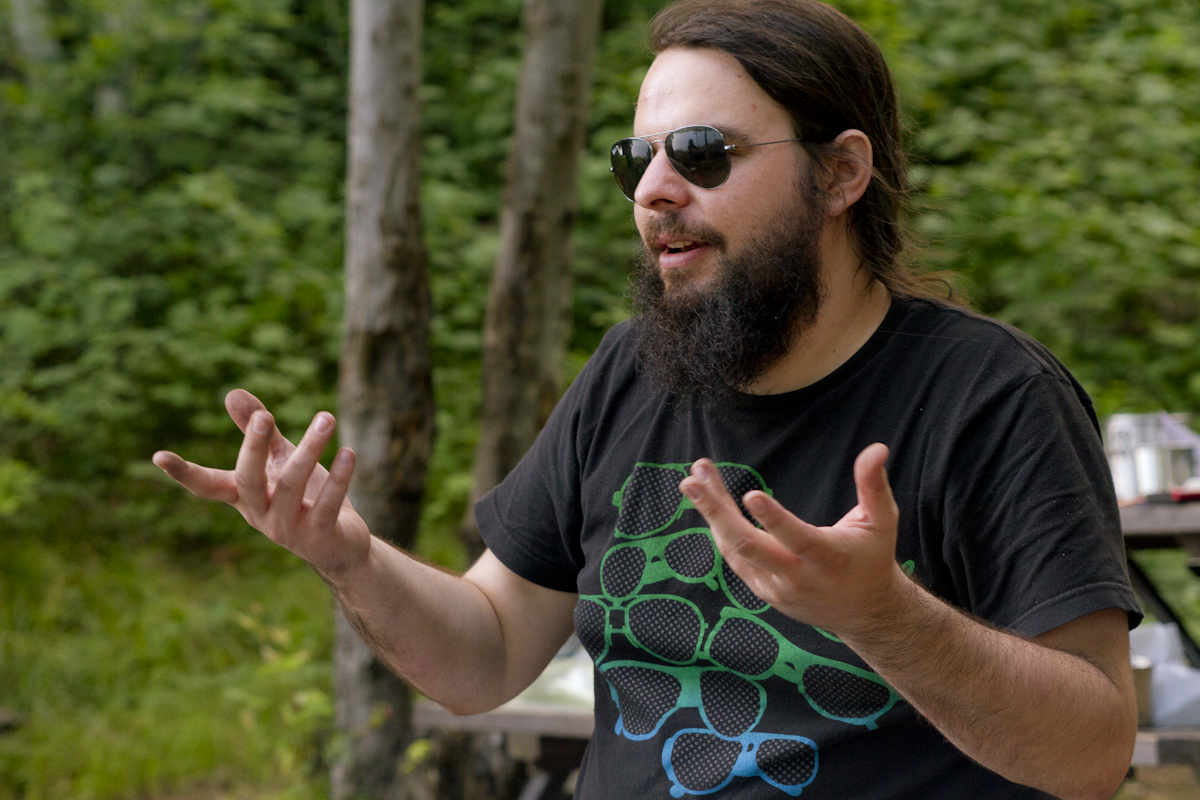
Le développeur indépendant Shawn McGrath (ici en 2011) participe à l'élaboration des mécaniques du jeu mais quitte le projet au début du développement.

Le projet qui deviendra Fez commence lors d'une collaboration entre le développeur Phil Fish, qui vit alors à Montréal, et Shawn McGrath, à Toronto, autour d'une idée de McGrath pour un jeu de puzzle : un espace 3D à quatre côtés avec chaque côté en 2D, similaire aux pixels 3D (voxels) de Fish tels qu'incorporés dans Fez,. Toute la conception, l'histoire et l'art de Fez découlent de cette mécanique de jeu. Fish fournit la direction artistique du projet et attribue son influence à Shigeru Miyamoto et Hayao Miyazaki. Le partenariat entre Fish et McGrath s'effondre toutefois en raison de différences créatives, Fish souhaitant créer un jeu de plateforme.
Fish continue à travailler sur le jeu pendant son temps libre et annonce sa recherche d'un développeur sur DeviantArt. La première personne à répondre, Renaud Bédard, devient le développeur principal. Ils ont tous deux le même âge et vivent à Montréal,. Bien que Bédard ait une certaine expérience amateur dans le graphisme 3D et étudie l'informatique, Fez est son premier projet de développement de jeux professionnel,. Sa première tâche est d'écrire l'éditeur de niveau et le moteur de jeu.

#### Officialisation du projet

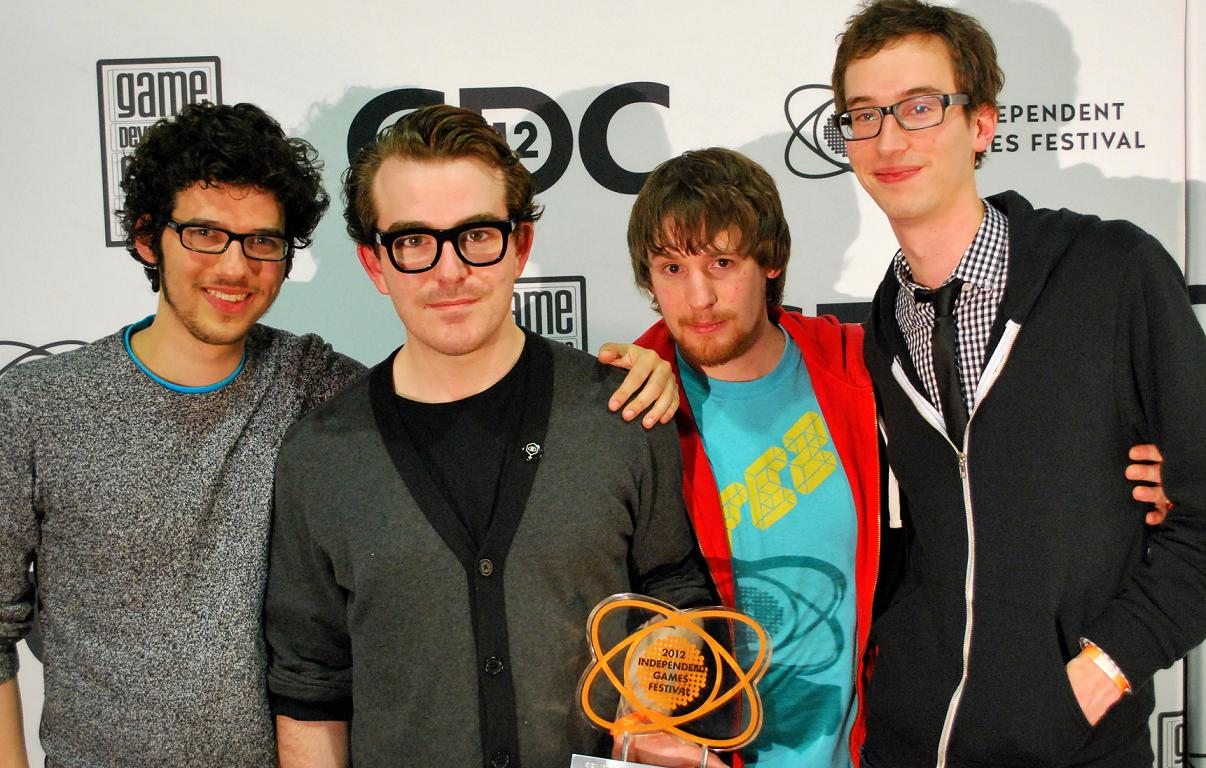
L'équipe de développement à l'Independent Games Festival 2012, avec de gauche à droite le compositeur Rich Vreeland, le concepteur des mécaniques de jeu Phil Fish, le concepteur sonore Brandon McCartin, et le programmeur Renaud Bédard.

Phil Fish officialise le développement de Fez en juillet 2007, en partageant un message sur le forum pour développeurs indépendants TIGSource. Une bande-annonce publiée en octobre 2007 convainc Jason DeGroot, également connu sous le nom de « 6955 », de rejoindre l'équipe de développement en tant que producteur,. DeGroot avait rencontré Fish pour la première fois lors d'une soirée à la convention E3 en 2006, et il commence à travailler sur la bande originale du jeu et les effets sonores,  dès septembre 2007. Il publie des pistes de démonstration fin 2009, mais quitte ensuite le projet. À partir de 2010, la bande originale est finalement composée par Rich Vreeland, qui œuvre sous son nom de scène, « Disasterpeace » ; les effets sonores sont quant à eux conçus par Brandon McCartin.
Au cours de son développement, le jeu est sélectionné dans deux catégories de prix à l'Independent Games Festival 2008, qui se déroule lors de la Game Developers Conference : excellence en arts visuels, et meilleure innovation en game design. Il y est lauréat dans la première catégorie, et son succès lui vaut un regain d'intérêt du public et de développeurs de jeux indépendants,. Fish ne peut cependant pas assister à la remise de prix : il travaille à temps plein sur une adaptation vidéoludique de film au studio Artificial Mind and Movement à Montréal, Fez n'étant alors qu'un projet parallèle. Faute de pouvoir s'absenter pour se rendre à l'événement, il décide de quitter son emploi en janvier 2008, ce qu'il qualifie plus tard de « moment où il est devenu indépendant »

#### Conception

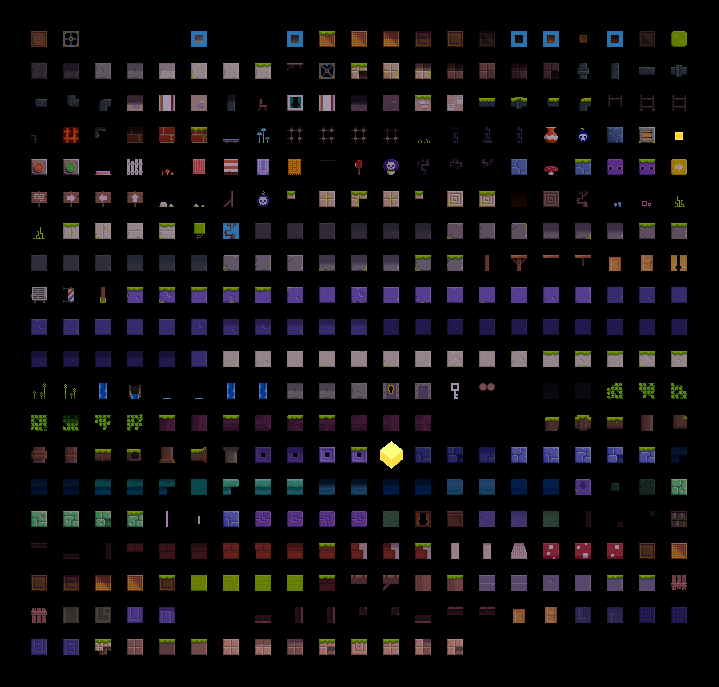
Une suite de « triles » utilisées dans Fez, en fait des tuiles à disposer dans le moteur de jeu pour obtenir un rendu d'image rapide.

Lorsque Renaud Bédard rejoint le projet, le jeu se concentre sur la mécanique 2D-3D et n'a pas encore d'ambitions en matière de monde ouvert. Il code le jeu dans Microsoft Visual C# Express et XNA Game Studio Express. Sa première tâche, l'éditeur de niveaux "Fezzer", est codée de toutes pièces avec MonoGame dans XNA et est inspirée de SketchUp,. Il est donc possible de faire tourner le jeu sur les plateformes Linux basées sur des architectures non-x86, comme Odroid (architecture ARM)[pertinence contestée].
Bédard écrit également le moteur de jeu, Trixel Technology, qui transforme les tuiles 2D (« triles ») en côtés d'un pixel de cube 3D. Le moteur suit le personnage-joueur Gomez dans l'espace 3D même si le jeu se comporte comme un jeu de plateforme 2D. Bédard a aussi pour tâche de résoudre les collisions lors de la conversion entre l'espace 3D et 2D.
Fish crée du pixel art dans Photoshop pour chaque côté carrelé (« trile ») du trixel 3D que le logiciel personnalisé de Renaud Bédard compile en éléments de jeu 3D. Fish extrude ensuite ces éléments sous forme de surfaces dans Fezzer pour créer des niveaux. Fish trouve le processus de conception de niveaux « écrasant », et Bédard se dit soulagé que ce ne soit pas son travail. Fish compare son processus de conception au jeu avec des blocs Lego et planifie les niveaux les plus complexes sur du papier millimétré pour visualiser d'abord les vues 2D avant de construire les niveaux dans le logiciel 3D,. Les niveaux et les énigmes ne sont pas prédéterminés dans un document de conception, et de nombreux niveaux de brouillon abandonnés en 2008 refont surface pour être utilisés plus tard dans le processus de production. Afin de s'adapter au mécanisme de rotation, les niveaux sont rendus hauts au lieu de larges, et la première partie du jeu est conçue pour acclimater le joueur aux commandes 2D avant d'introduire l'élément 3D. Au fur et à mesure qu'ils travaillent, Fish propose d'abord des idées que Bédard met en œuvre. Les deux hommes discutent et peaufinent ensuite l’ajout. Ils travaillent ainsi en étroite collaboration.

#### Itérations de mécaniques de jeu

Un code QR tel que ceux utilisés dans Fez pour guider le joueur sur la marche à suivre. En scannant cet exemple, on obtient la liste de boutons sur lesquels appuyer sur son clavier ou sa manette pour avancer dans le jeu.

Fish décrit les changements apportés au jeu au cours du développement comme étant « organiques » : ils testent différents types de niveaux et reproduisent les types d'exploration dans le jeu que l'équipe apprécie le plus. Ils en viennent à adopter la mécanique de Metroidvania, avec « des passages secrets, des warp zones et des codes de triche ». Fish cite Myst comme une inspiration forte et compare son monde ouvert, son récit non linéaire et ses "méta-puzzles obtus" aux éléments de Fez tels que son propre alphabet, son système numérique et ses collectibles très difficile à obtenir.
Phil Fish est initialement contre l'idée d'avoir une carte dans le jeu parce qu'il veut que les joueurs rédigent la leur ; après avoir tenté de le faire lui-même, il change d’avis. Fish qualifie plus tard la carte du jeu de "probablement l'un des aspects les plus faibles du jeu". Il ne désire pas non plus l'inclusion de l'assistant de navigation, Dot, mais estime plus tard que l'ajout est un succès et constitue une contribution positive à la mythologie du jeu. Le fez de Gomez en lui-même est décrit par Fish comme un « ancien symbole de la compréhension de la troisième dimension ».
Le jeu a eu trois animateurs différents au cours de son développement : Paul Robertson, qui avait déjà travaillé sur Scott Pilgrim vs. the World : The Game, pour animaux du jeu et certaines animations de Gomez, Adam Saltsman, de Canabalt, et Graham Lackey, qui a réalisé quelques animations de personnages.

#### Inspirations créatives
Les mécanismes du jeu sont inspirés des jeux de la console NES auxquels Fish a joué dans sa jeunesse, en particulier les séries Super Mario et The Legend of Zelda. Fish cite le jeu Ico de Fumito Ueda comme troisième inspiration de Fez, en cherchant à imiter son atmosphère de solitude nostalgique et isolée. Il tient également à émuler la philosophie de « conception par soustraction » que prône Ueda, au nom de laquelle l'équipe de développement d'Ico supprime périodiquement des parties du jeu afin de ne laisser que ce qui est essentiel à leur vision. Ainsi, des idées telles que les points de vie et les puzzles impliquant le poids d'objets sont progressivement supprimées du jeu. En particulier, Polytron avait implémenté des morceaux de cœur à la manière de Zelda pour la santé du joueur et des énigmes de poids avec vases se remplissant d'eau, des aspects non liés au mécanisme central de rotation. Même avant qu'ils ne soient supprimés, Gomez ne pouvait en pratique pas réellement "mourir" après avoir perdu tous ses cœurs.
Fish se lance par ailleurs un défi personnel : concevoir le jeu sans s'appuyer sur des « mécanismes établis ». En tant que tel, Fez est toujours un jeu pacifique et il n'y a jamais eu d'ennemi codé dans le jeu. Afin de mieux imiter l'atmosphère de « ciel bleu » et de « bien-être » caractéristiques des dessins animés de Hayao Miyazaki, Fish regarde tous les films du réalisateur au début du cycle de développement.

#### Création d'un studio dédié

Logotype du studio Polytron Corporation, fondé pour encadrer le développement de Fez.

Fish obtient un prêt du gouvernement canadien pour créer Polytron Corporation en tant que start-up et commence à travailler à temps plein sur Fez. En juillet 2009, Polytron annonce une sortie pour Xbox Live Arcade début 2010. Polytron et Microsoft concluent un accord pour publier Fez en exclusivité sur Xbox, un accord que Fish rappelle plus tard comme étant raisonnable. Fish conçoit le jeu comme « un jeu sur console, pas sur PC », estimant que la façon dont il veut que le jeu soit vécu, avec une manette sur un canapé, fait « partie du support ». Polytron exclut une version WiiWare en raison de problèmes rencontrés par Fish avec la plate-forme et ses options de développement.
Le développement continue avec une philosophie plus expérimentale jusqu'à ce que l'entreprise commence à manquer de capital. Le prêt du gouvernement canadien qui avait financé la phase de prototypage de Polytron n'est pas renouvelé pour la phase de production. Ils perdent également le financement de l'organisation qui précède l'Indie Fund lorsque le producteur de Polytron quitte l'entreprise. Fish emprunte de l'argent à ses amis et à sa famille pendant trois mois pour maintenir l'entreprise ouverte. Dans une situation désespérée, il envisage d’annuler le projet.
En mars 2011, le développeur-éditeur québécois voisin Trapdoor propose d'aider Polytron, ayant récemment signé un accord avec Electronic Arts pour publier son propre jeu, Warp. Trapdoor assiste financièrement et opérationnellement Polytron, proposant de les considérer comme faisant partie de leur entreprise tout en leur permettant de conserver leurs droits de propriété intellectuelle en échange d'une partie des revenus de Fez. Fish estime que ce partenariat a sauvé le jeu.

#### Apparition dansIndie Game: The Movie
Le documentaire de 2012, Indie Game: The Movie, présente Fish se préparant pour le stand PAX East de Fez en mars 2011.

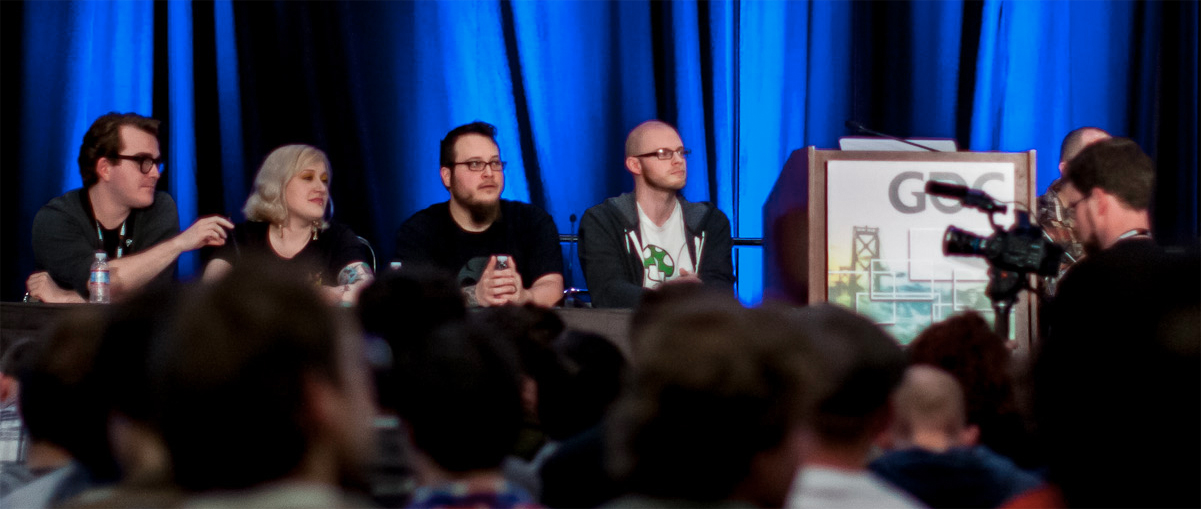
Phil Fish (à gauche) lors d'un panel de discussion dIndie Game: The Movie à la GDC 2012.

Le film raconte les histoires de plusieurs développeurs indépendants à différentes étapes du cycle de développement de leurs jeux. En tant qu'intrigue secondaire, le film met en lumière Fish au cœur d'un différend juridique avec un ancien partenaire commercial, potentiellement Jason DeGroot, mettant ainsi en péril l'avenir du jeu,. Le partenaire commercial de Fish, dépeint négativement, n'apparaît pas à l'écran et le générique de fin du film a ensuite été corrigé pour refléter le fait que son avis n'a pas été sollicité lors de la réalisation. Game Informer qualifie Fish de "développeur le plus mémorable" du film, tandis que Rock, Paper, Shotgun décrit Fish comme mélodramatique, théâtral et névrotique, exacerbant ainsi sa perception franche du public. Eurogamer commente que le moment où Fish envisage de se suicider s'il ne sort pas son jeu est le plus saisissant du film.
L'intégralité de Fez est exposée en démonstration dans un salon dédié lors du festival GameCity en octobre 2011 à Nottingham, en Angleterre. Fish considère cette démonstration du jeu comme la plus fructueuse jamais réalisée en raison d'un contexte favorable, les testeurs pouvant jouer pendant une durée prolongée de façon confortable.

#### Fin de production
Vers la fin du développement, Fish se sent « épuisé » et sa santé en souffre. Le jeu final ne contient presque aucun travail original des deux premières années de développement. Après plusieurs reports annoncés courant 2011, Fez est soumis à Microsoft pour certification en février 2012. Renaud Bédard prévoit quant à lui initialement de quitter Polytron après avoir terminé Fez pour travailler avec une équipe de développement complète, mais il reste pour porter la version Windows avant de rejoindre Capybara Games à Toronto. Il explique le long cycle de développement du jeu par sa propre inexpérience en matière de développement de jeux (aggravée par la petite taille de l'équipe et la difficulté à fixer des jalons raisonnables), à la portée du jeu et au perfectionnisme de Fish.

### Bande sonore

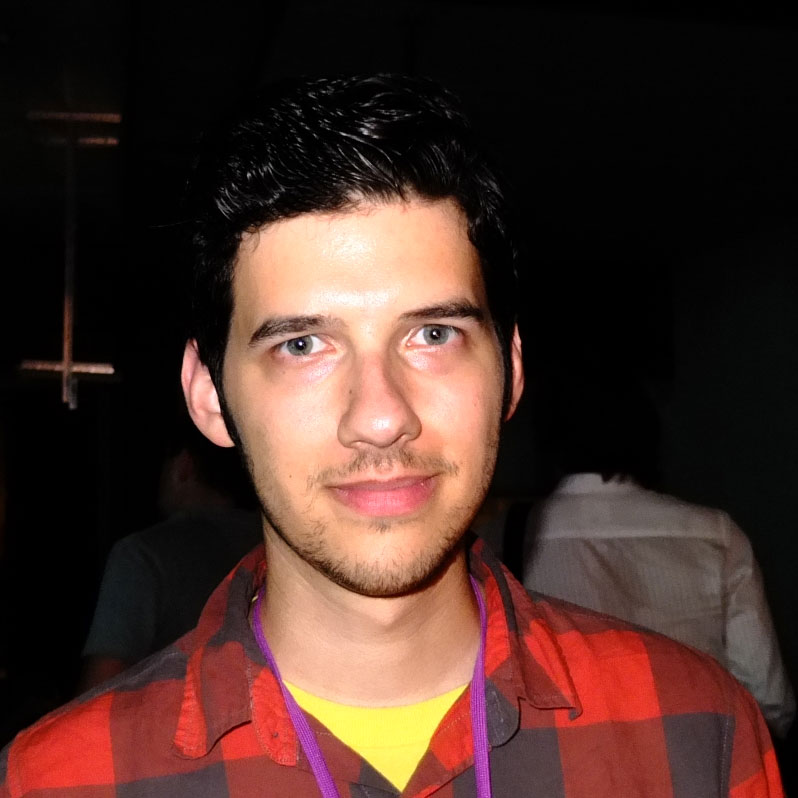
Rich Vreeland, de son nom de scène "Disasterpeace", en 2012.

Rich Vreeland, mieux connu sous le pseudo de Disasterpeace, compose la bande-son électronique du jeu, qui adopte des sonorités proches du chiptune,.

Malgré son expérience dans ce domaine, Vreeland limite l'utilisation des caractéristiques du genre musical dans la partition. Il travaille avec des notes de synthétiseur douces et de la réverbération pour rapprocher la bande-son d'un son de synthétiseur des années 1980. Il inclut relativement peu de percussions et intègre des techniques de distorsion telles que le bitcrushing et le wow (en). Vreeland opte pour des passages plus lents avec des tempos variés qui peuvent « fluctuer, s'écouler et respirer avec le joueur ». Il laisse également certaines parties du jeu sans musique. Vreeland travaille sur la bande-son pendant la nuit pendant environ 14 mois tout en composant pour Shoot Many Robots (2012). Brandon McCartin, responsable d'une partie du level design sur Aquaria (2007), contribue aux effets sonores du jeu.
La première composition de Disasterpeace pour le jeu, "Adventure", devient la première piste de la bande-son. Il l'écrit après avoir rencontré Renaud Bédard mais avant de discuter de la bande-son avec Phil Fish, et il s'appuie sur la composition sonore de Fez créée avant son arrivée. Il voulait utiliser des magnétophones pour retrouver leur son distinctif, mais des problèmes potentiels de synchronisation audio avec cette méthode l'ont amené à rester avec un enregistrement numérique.
Certaines parties de la bande-son changent dynamiquement entre plusieurs dizaines d'éléments constitutifs et réagissent à l'environnement du jeu. Par exemple, les éléments de la piste "Puzzle" changent de tonalité en fonction de l'heure du jour dans le jeu. Certains morceaux étaient destinés à imiter des sons du monde réel, tels que ceux de chauves-souris, d'orages, de taïkos et d'eau tombant de stalactites. D'autres morceaux sont issus d'improvisations. Disasterpeace s'inspire également de films, avec le thème de la Comté du Seigneur des anneaux, ou de films d'horreur des années 1980 plus généralement ; de jeux vidéo, avec les musiques de donjons de la série The Legend of Zelda ou la bande-son de Mass Effect ; et enfin d'artistes tels que Tangerine Dream et Steve Reich. Par ailleurs, la piste "Continuum" est une interprétation synthétisée au minimoog de la Prélude no 4 de Frédéric Chopin[réf. nécessaire].
En accord avec le thème des secrets de Fez, des images visibles uniquement à travers un spectrogramme sont intégrées dans l'audio de la bande sonore, incluant par exemple des portraits de Jésus-Christ et de Harry S. Truman, ainsi qu'une liste d'années. Disasterpeace sort un album de remix, FZ: Side F, un an plus tard, le 20 avril 2013 ; il présente des morceaux d'autres artistes, dont Jim Guthrie. Il publie ensuite un deuxième album de remix, FZ: Side Z, et les trois albums sont inclus dans le Game Music Bundle 5 d'août 2013.
La bande sonore est sortie au format numérique le 20 avril 2012. Les précommandes atteignent le sommet des classements sur la plateforme Bandcamp.
| 1.  | Adventure  | 3:18 |
| 2.  | Puzzle     | 2:14 |
| 3.  | Beyond     | 3:05 |
| 4.  | Progress   | 4:16 |
| 5.  | Beacon     | 2:33 |
| 6.  | Flow       | 3:47 |
| 7.  | Formations | 2:20 |
| 8.  | Legend     | 1:18 |
| 9.  | Compass    | 2:44 |
| 10. | Forgotten  | 2:34 |
| 11. | Sync       | 2:19 |
| 12. | Glitch     | 3:25 |
| 13. | Fear       | 3:32 |
| 14. | Spirit     | 2:52 |
| 15. | Nature     | 4:10 |
| 16. | Knowledge  | 1:49 |
| 17. | Death      | 3:31 |
| 18. | Memory     | 1:16 |
| 19. | Pressure   | 4:00 |
| 20. | Nocturne   | 2:13 |
| 21. | Age        | 2:58 |
| 22. | Majesty    | 3:22 |
| 23. | Continuum  | 2:35 |
| 24. | Home       | 1:35 |
| 25. | Reflection | 9:02 |
| 26. | Love       | 1:09 |

### Publication

#### Commercialisation
Fez sort le 13 avril 2012 sur Xbox 360 et se vend à 200 000 exemplaires au cours de son exclusivité d'un an sur la plateforme Xbox Live Arcade. Lors de sa sortie, le jeu est vendu au tarif de 10 dollars américains.
Plusieurs mois plus tard, Polytron se retrouve impliqué dans un différend très médiatisé avec Microsoft sur le coût de la mise à jour du jeu. Polytron publie un correctif qui résout de nombreux problèmes techniques du jeu, mais en introduit un autre qui corrompt les parties sauvegardées pour environ un pour cent des utilisateurs. Ils retirent un temps le correctif ; toutefois, ils trouvent que les frais de Microsoft pour les versions ultérieures du correctif ne sont pas viables commercialement et choisissent finalement de rétablir le correctif retiré. Polytron suscite en conséquence la colère des joueurs avec cette décision, mais cette dernière participe à sensibiliser aux besoins commerciaux des développeurs indépendants. En juillet 2013, un an plus tard, Microsoft annonce ne plus facturer les correctifs, et Fish tweete que le correctif de Polytron prendra « quelques mois ». S'exprimant rétrospectivement sur la sortie, Fish critique ouvertement le co-éditeur de Fez, Microsoft Games Studios, pour avoir bâclé la sortie du jeu. Le créateur du jeu mentionne par ailleurs un manque de promotion, notamment sur le marché numérique de Microsoft.
Plus de trois ans après son lancement sur plate-formes numériques, Fez est publié en décembre 2015 dans une version physique conçue et signée par Fish, limitée à 500 exemplaires. Cette édition "deluxe" comprend de plus la bande originale du jeu et un cahier rouge stylisé avec une incrustation de feuille d'or.
En août 2019, Fez est mis gratuitement à disposition des utilisateurs de la boutique Epic Games Store pendant une semaine.

#### Portage sur d'autres plates-formes
Phil Fish annonce en mars 2013 que le jeu sera à terme présent sur « à peu près toutes les plates-formes », à l'exception de la Nintendo 3DS. Le même mois, il annonce une sortie pour le 1er mai 2013 du portage Windows du jeu et ouvre les précommandes sur GOG.com et Steam. Les ports OS X et Linux du jeu font leurs débuts dans le Humble Indie Bundle 9, le 11 septembre 2013. Polytron annonce en août 2013 que des ports pour PlayStation 4, PlayStation 3 et PlayStation Vita sont en cours de développement par le studio Blit Software ;  ils sont finalement rendus disponibles le 25 mars 2014. Ces versions PlayStation incluent la prise en charge entre consoles avec achat croisé (où un achat numérique permet l'accès sur plusieurs consoles), la « sauvegarde croisée » (partage de sauvegarde de jeu entre consoles), ainsi que la prise en charge des téléviseurs 3D et de la barre lumineuse décorative de la manette DualShock 4. Ces versions présentent des mises à niveau graphiques grâce au port complet dans le langage de programmation C++. Le développement d'un port iOS débute en avril 2017 lors de la publication d'une bande-annonce ; il sort finalement en décembre 2017. Le jeu est également porté le 14 avril 2021 sur Nintendo Switch.

#### Longévité des mystères

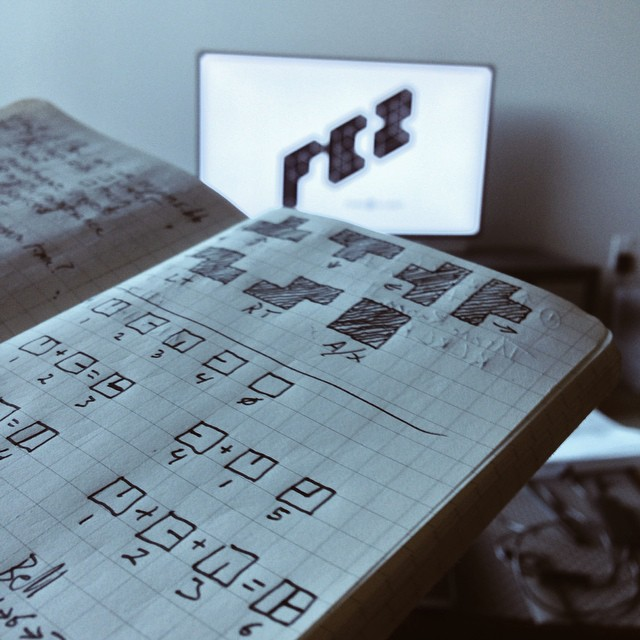
Inspirées par la complexité de Riven, les énigmes que proposent Fez peuvent nécessiter du joueur qu'il prenne des notes pour mieux organiser sa réflexion.

Phil Fish espérait que les joueurs discuteraient en ligne des nuances de Fez après la sortie du jeu. Les joueurs ont effectivement collaboré en ligne pendant une semaine pour résoudre le puzzle final du « monolithe noir » par force brute,. Ars Technica décrit la fin apparente des énigmes les plus difficiles du jeu comme « anticlimatique » et Kotaku commente que cette dernière énigme est « absurdement obscure ». Fish déclare toutefois à Eurogamer en mars 2013 qu'un certain nombre des secrets cachés du jeu restent à découvrir.

## Accueil

### Réception critique
Les critiques lors de la sortie initiale de Fez sur Xbox 360 sont « généralement favorables », selon l'agrégateur de critiques Metacritic. Les versions ultérieures reçoivent une « acclamation universelle »,.
Eurogamer donne à Fez la note maximale et le nomme comme son jeu de l'année 2012, commentant qu'il s'agit d'une « parabole de science-fiction parfaite et sans paroles » et que « aucun autre jeu n'a réussi une telle cohérence en 2012. Aucune autre voix de jeu n'aurait pu être entendue aussi clairement par-dessus le vacarme de l'histoire environnante ». Des années plus tard, le site le nomme même parmi les « trente jeux de la décennie ». Digital Spy classe Fez au huitième rang de ses meilleurs jeux de 2012. Fez est aussi choisi comme jeu de l'année 2012 par le développeur de Diamond Trust of London, Jason Rohrer, et par le concepteur principal de Halo 4, Scott Warner. Il est qualifié comme l'un des meilleurs jeux de tous les temps par Jake Kleinman du magazine Inverse (en).
Le New York Times qualifie le jeu de Fish comme un « hommage manifestement, voire excessivement, dévoué à l'âge d'or de Nintendo ». Arthur Gies de Polygon décrit son esthétique comme "tellement rétro que ça fait mal", citant son aspect pixelisé, sa bande son chiptune, et ses moyens de guider le joueur sans directives explicites. Il considère par ailleurs que Fez démontre une compréhension des influences 8-bits et est le "plus authentique" dans ce style. Jeremy Parish de 1UP.com qualifie le minimalisme du jeu d'« admirable » et compare le style artistique à celui de Cave Story. Kotaku loue aussi l'esthétique du jeu vidéo, tandis qu'Oli Welsh de Eurogamer déplore comment « l'art pixel rétro » est devenu un cliché des jeux indépendants pendant le développement du jeu, mais estime toutefois que Fez transcende de tels stéréotypes grâce à son dévouement à l'émerveillement des premiers titres Nintendo. Il compare finalement Fez à une version surréaliste et pacifiste de 2001, l'Odyssée de l'espace réimaginée par Shigeru Miyamoto. Edge voit en Fez « un héritier inattendu de Super Mario Bros » avec des niveaux semblables à des jouets bien conçus, tandis que la critique vidéo d'IGN déclare que le jeu « propulse l'ère 8 bits dans le futur ». Finalement, Robert Purchese d'Eurogamer qualifie le jeu d'« intermporel », s'alignant avec d'autres jeux Nintendo.
Les journalistes comparent le mécanisme de rotation de Fez aux changements 2D-3D de jeux tels que Echochrome, Super Paper Mario,,, et Crush,. Au début du développement, Fish lui-même déclarait que l'idée n'avait "rien d'extraordinaire" et que le jeu aurait pu être créé « à n'importe quel moment au cours des 15 dernières années ». Gies de Polygon préfère la façon dont Echochrome utilise le mécanisme de perspective, tandis que Tom McShea de GameSpot considère le mécanisme de Fez comme un gadget. Matt Miller de Game Informer pense que Fez exploite mieux le potentiel du mécanisme que d'autres jeux de changement de perspective, et loue également la conception des énigmes de Fez et le rythme jusqu'à la fin du jeu. Miller compare également son histoire à celle de la nouvelle Flatland, dont le protagoniste découvre de manière similaire les complexités d'une autre dimension. Parish de 1UP.com affirme que le mécanisme de rotation de Fez est plus profond que celui de Super Paper Mario et moins dépendant des thèmes de M. C. Escher que Echochrome. Edge estime que le mécanisme est « beaucoup moins conscient de soi » et « plus harmonieux » que dans Echochrome et Crush, produisant notamment de meilleures énigmes. Welsh d'Eurogamer compare le mécanisme de plate-formes au jeu des années 1980 Nebulus et décrit le mécanisme de rotation comme l'un des « défis techniques les plus inhabituels de sa génération de consoles ».
Les critiques saluent finalement l'accent mis par le jeu sur la découverte et la liberté,, mais trouvent fastidieux les nombreux recours au retour en arrière, en particulier vers la fin du jeu,. Parish de 1UP.com note néanmoins que les metroidvania et de nombreux jeux en monde ouvert présentent ces problèmes. Edge compare les astuces ésotériques de Fez à une époque plus ancienne du développement de jeux qui regorgeaient d'easter eggs, de secrets et de codes, citant des titres tels que Exile et Jet Set Willy. Le magazine apprécie également la carte en 3D. Mitch Dyer d'IGN compare les énigmes du jeu à certains puzzles de Metal Gear Solid, notamment celui où la solution se trouvait imprimée dans la boîte. Jeffrey Matulef, de Eurogamer, relate son expérience à la sensation de jouer pour la première fois à Myst en 1994, et le New York Times qualifie Fez de « Finnegans Wake des jeux vidéo » pour son mécanisme de déchiffrage qui « fait le joueur se sentir comme John Forbes Nash tel que joué par Russell Crowe dans Un homme d'exception ». Game Informer recommande ainsi Fez aux perfectionnistes en quête de défis. Gies de Polygon est incertain quant à savoir si les problèmes techniques de taux de rafraîchissement du jeu sont intentionnels, décrivant ce dilemme comme ayant un « certain génie ». D'autres critiques ont noté ses défauts techniques : Game Informer les considère comme mineurs alors que 1UP.com décrit Fez comme un des jeux avec les plus de bugs sur Xbox 360.
La bande-sonore est particulièrement remarquée par la critique. Kirk Hamilton de Kotaku écrit que les effets sonores de Fez évoquent le travail de Jim Guthrie pour Superbrothers: Sword & Sworcery EP. Janus Kopfstein de The Verge qualifie le travail de "fantastique" et le compare au style de Vangelis. Matt Miller de Game Informer écrit que la bande son contribue à l'ambiance nostalgique des années 1980 de Fez. Oli Welsh d'Eurogamer décrit la musique comme "luxuriante, effrayante et électrisante", et Edge la compare à "Gustav Holst passé à travers une Mega Drive". Oli Welsh poursuit dans une seconde critique que la musique correspond aux thèmes de "profondeur cachée" du jeu ; elle reprend ainsi des influences du rock psychédélique anglais des années 1960 (Pink Floyd, Soft Machine), du Krautrock des années 1970 (Tangerine Dream et Kraftwerk), du synthé des années 1980 (Jean Michel Jarre, Vangelis) et d'Erik Satie. Selon le journaliste, la contribution de la bande sonore au jeu est "incalculable". Damian Kastbauer de Game Developer utilise la bande son de Disasterpeace pour montrer qu'une esthétique rétro dans le son et les images peut être à la fois "futuriste et nostalgique" et fournir la « bonne 'voix' pour soutenir les intentions de conception du jeu ». Gamasutra classe Disasterpeace dans leur "Power 50" de 2012 pour son travail sur la bande sonore, qu'ils décrivent comme « atmosphérique, réfléchie, et peut-être même un peu mélancolique ».

### Distinctions

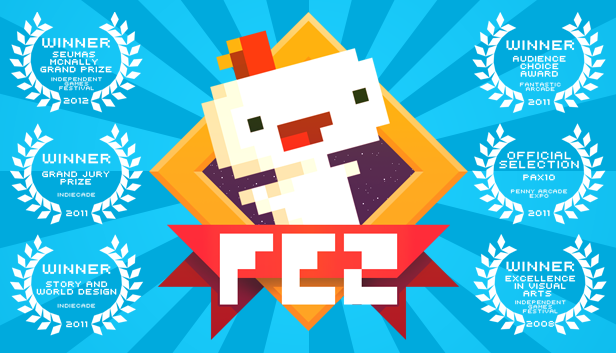
Affiche promotionnelle utilisée par le studio Polytron pour récapituler les distinctions reçues par Fez.

Avant même sa commercialisation, Fez attire l'attention de la profession. Il remporte ainsi le prix du public au Fantastic Arcade en septembre 2011, ainsi que les prix Best in Show et Best Story/World Design à l'Indiecade en octobre 2011. Fez est aussi sélectionné comme l'un des "PAX 10" lors de la Penny Arcade Expo 2011.
Le jeu remporte notamment en mars 2012 le grand prix Seumas-McNally (soit le prix du meilleur jeu vidéo indépendant) à l'Independent Games Festival, récompense majeure des jeux indépendants. Phil Fish, qui s'était fait remarquer lors de la semaine du festival en répondant de manière arrogante et vulgaire à une question sur l'industrie vidéoludique japonaise, délivre un discours ému en recevant la récompense.

### Ventes
D'après le studio Polytron, Fez réalise près de 20 000 ventes dans les 24h suivant sa commercialisation, soit un démarrage de bon augure pour un jeu indépendant. Le jeu franchit la barre symbolique du million d'unités vendues en décembre 2013, un peu plus d'un an et demi après sa sortie, une réussite notable pour une si petite production. En novembre 2023, le site d'estimations Steam Spy considère qu'il existe entre un million et deux millions de propriétaires du jeu sur la plateforme pour ordinateur Steam, qui n'a commercialisé le jeu qu'un an après sa sortie sur la boutique concurrente Xbox Live Arcade,

## Postérité

### Annulation d'un projet de suite
Un peu plus d'un an après la sortie du premier jeu, le développement d'un second opus est annoncé début juin 2013, en marge du salon professionnel E3. Polytron Corporation y dévoile un court teaser minimaliste et affirme que Phil Fish et le compositeur Disasterpeace seront à nouveau impliqués dans cette collaboration. Le programmeur Renaud Bédard, qui avait quitté Polytron pour le studio Capybara Games, n'est pas nommé dans la communication. Seulement quelques semaines plus tard cependant, fin juillet 2013, Phil Fish clame l'annulation de ce projet sur son compte Twitter et sur le site de Polytron :

« Fez II est annulé. j'en ai fini. je prends l'argent et je me barre. je ne peux pas en supporter plus. ce n'est pas le résultat d'un seul évènement, mais la conséquence d'une campagne longue et sanglante. vous avez gagné. »

— Phil Fish annonçant l'annulation de Fez II
À l'époque, la décision semble partiellement provenir d'une dispute sur les réseaux sociaux avec le journaliste vidéoludique Marcus Beer : dans le cadre d'une émission du site GameTrailers consacrée à un bras de fer opposant l'éditeur Microsoft à Phil Fish, Beer s'en était pris à Fish qui refusait de répondre à l'une de ses questions sur Microsoft et sur la présence de Fez II sur la console Xbox One, avant que celui-ci ne réplique par des insultes et n'encourage Beer à comparer sa vie à la sienne et à se tuer,. D'autres raisons peuvent expliquer cette annulation soudaine. Des années plus tard, en 2023, Phil Fish dévoile le sentiment de désillusion et la pression qu'il ressentait à l'idée de devoir fournir une suite digne à un jeu encensé par la critique et les joueurs. D'après lui, la dispute avec un journaliste a pu lui fournir un motif opportun pour se retirer du projet, qui n'était alors que très peu avancé, avec quelques idées et concept arts mais sans prototype jouable et encore sans investissement financier conséquent.
L'annulation du jeu prend de court le reste du studio Polytron, qui apprend la nouvelle sur les réseaux sociaux ; l'équipe continue cependant à développer les portages de Fez sur les plateformes Mac et Linux. La productrice Marie-Christine Bourdua, interrogée en public sur l'avenir du studio, clame alors que Polytron « n'ira nulle part » et discute alors d'un nouveau projet avec l'éditeur et consolier Sony, peut-être pour des portages sur des plateformes additionnelles.

### Inspiration pour des jeux ultérieurs

Fez est cité comme une inspiration pour Secrets of Rætikon (2014).

Fez est cité comme une inspiration par les développeurs des jeux vidéo Monument Valley (2014), Crossy Road (2014) et Secrets of Rætikon (2014). Ultérieurement, il est également cité comme inspiration pour Tunic (2022) et pour Animal Well (2024).

### Regard rétrospectif de Phil Fish
Dix ans après la sortie du jeu, Phil Fish partage dans un entretien avec le site web Eurogamer en 2022 ses impressions sur la production et la sortie du jeu. Il s'y dit encore surpris du succès rencontré par Fez, créé dans des conditions de travail délicates, les jeunes développeurs n'ayant « aucune idée de ce qu'ils faisaient ». Il y rejoue parfois à des fins de test et perçoit des défauts qu'il souhaiterait pouvoir retirer ; il se dit particulièrement fier de la séquence d'introduction et de la bande originale, et espère que certains des mystères encore non élucidés le resteront un long moment. Toujours éloigné de l'industrie du jeu vidéo, il affirme cependant qu'il passe son temps à élaborer des jeux puis à les annuler.